# Alexander McAulay
Alexander McAulay (9 de dezembro de 1863 – 6 de julho de 1931) foi um matemático e físico australiano. Foi o primeiro professor de matemática e física da Universidade da Tasmânia, Austrália.
McAulay frequentou a Kingswood School em Bath, Somerset, Inglaterra. Seguiu depois para o Caius College em Cambridge, onde iniciou os estudos sobre a álgebra de quaterniões. Em 1883 publicou o artigo "Some general theorems in quaternion integration". McAulay obteve a graduação em 1886, e começou a refletir sobre a instrução de estudantes em teoria dos quaterniões. No artigo "Establishment of the fundamental properties of quaternions" sugere melhorias nos textos então correntes. Também escreveu um artigo técnico sobre integração.
Voltando para a Austrália lecionou no Ormond College, Universidade de Melbourne, de 1893 a 1895. Como correspondente distante participou de um vigoroso debate sobre a situação dos quaterniões no ensino da física. Em 1893 foi publicado seu livro Utility of Quaternions in Physics. Arthur Stafford Hathaway contribuiu com uma revisão positiva e Peter Guthrie Tait louvou nestes termos:
Here, at last, we exclaim, is a man who has caught the full spirit of the quaternion system: the real aestus, the awen of the Welsh Bards, the divinus afflatus that transports the poet beyond the limits of sublunary things! Intuitively recognizing its power, he snatches up the magnificent weapon which Hamilton tenders us all, and at once dashes off to the jungle on the quest of big game.
McAulay assumiu a posição de Professor de Física na Tasmânia de 1896 a 1929, quando seu filho Alexander Leicester McAulay assumiu seu posto pelos próximos trinta anos.
Seguindo William Kingdon Clifford, que estendeu os quaterniões para biquaterniões, McAulay fez um estudo especial deste sistema de números hipercomplexos. Em 1898 McAulay publixou pela Cambridge University Press seu Octonions: a Development of Clifford's Biquaternions.
McAulay morreu em 6 de julho de 1931. Seu irmão  Francis Sowerby Macaulay, que permaneceu na Inglaterra, contribuiu com a teoria dos anéis. A Universidade da Tasmânia comemorou as contribuições de McAulay com as Winter Public Lectures.